# اچماناهالی
اچماناهالی (به انگلیسی: Achamanahalli) در هند است که در کارناتاکا واقع شده‌است.